# Kông Lơng Khơng
Kông Lơng Khơng là một xã thuộc huyện Kbang, tỉnh Gia Lai, Việt Nam.
Xã Kông Lơng Khơng có diện tích 38,45 km², dân số năm 1999 là 2.852 người, mật độ dân số đạt 74 người/km².